# SN 2007id
SN 2007id – supernowa typu Ia odkryta 5 września 2007 roku w galaktyce A214600-0113. W momencie odkrycia miała maksymalną jasność 20,20m.